# Pessan
Pessan é uma comuna francesa na região administrativa de Occitânia, no departamento de Gers. Estende-se por uma área de 26,87 km². Em 2010 a comuna tinha 685 habitantes (densidade: 25,5 hab./km²).